# Райхель, Александр Семенович
Александр Семёнович Райхель (Alexander S. Raikhel) — американский энтомолог советского происхождения. Доктор наук, заслуженный (выдающийся) профессор Калифорнийского университета в Риверсайде, член Национальной АН США (2009).

## Биография
Райхель вырос в Сибири в СССР, его родители были медицинскими работниками. В 1965 году он не смог поступить в Ленинградский университет из-за квот на лиц еврейского происхождения. В 1970 году окончил университет, обучаясь на вечернем отделении и работая в Ленинградской зоопарке в составе бригады уборщиков клеток. Его работа того периода была посвящена изучению размножения и стадиям развития трематод Haplometra cylindracea (Trematoda) в попытке прервать жизненный цикл червя и предотвратить заболевание. В 1975 году работая техником в лаборатории известного акаролога Ю. С. Балашова в Зоологическом институте АН СССР защитил кандидатскую диссертацию «Ультраструктурные особенности пищеварения и выделения у иксодоидных клещей».
В 1979 с помощью профессора Университета Джорджии Джерри Паулина Александр вместе с женой Наташей Райхель и сыном эмигрировали в США в качестве политических беженцев.

## Карьера
Под руководством Ардена О. Леа в Университете Джорджии Райхель перешёл от изучения клещей к изучению комаров, что привело его к изучению биологии переносчиков. Работа Райхеля была сосредоточена на определении химических предшественников размножения (вителлогенеза) у дрозофилы, комар жёлтолихорадочного (Aedes aegypti) и Culex quinquefasciatus. Его лаборатория обнаружила, что самка комара после приёма крови начинает производить яйца. Райхель начал работать в Мичиганском университете в 1986 году в качестве доцента энтомологии, где он получил награду за выдающиеся заслуги. Во время работы он сосредоточился на возможности разведения комаров для внутреннего уничтожения болезней, которые они обычно передают животным, которыми питаются.
В январе 2002 года Райхель переехал из Мичигана в Калифорнийский университет в Риверсайде, в Южной Калифорнии.
В 2009 году Райхель был избран членом Национальной академии наук США в знак признания его «новаторского вклада в понимание физиологии комаров». В том же году он был избран членом Энтомологического общества Америки. Райхель основал и в настоящее время возглавляет Центр исследований переносчиков болезней Калифорнийского университета.
В 1999—2006 был редактором журнал «Insect of Biochemistry and Molecular Biology» (Elsevier Science).

## Награды
- Entomological Society of America’s Recognition Award in Insect Physiology, Biochemistry and Toxicology (2001)
- National Institutes of Health MERIT Award (2002)